# Casa López (Girona)
La Casa López és una obra de Girona inclosa a l'Inventari del Patrimoni Arquitectònic de Catalunya.

## Descripció
És una casa de tres plantes amb jardí. Utilitza models historicistes autòctons. Mostra a la façana elements clarament neoromànics: arcs de mig punt, capitells, dents de serra, finestres geminades, etc.